# Bazhong
Bazhong (kinesisk skrift: 巴中; pinyin: Bāzhōng; Wade-Giles: Pā-chūng) er et bypræfektur i den nord-østlige kinesiske provins Sichuan. Populationen havde en størrelse på 3.283.771 individer ved optællingen i 2010, hvoraf 1.126.790 boede i metro-området udgjort af by-distriktet Bazhou.
Bazhong har en størrelse på 12.301 km², hvoraf by-distriktet udgør 2.566 km².

## Historie
Bazhong blev gjort til et bypræfektur i 1993. Bazhongs oprindelse strækker sig dog langt længere tilbage end hertil; under Xia og Shang dynastierne var Bazhong angiveligt et vasal-territorie underlagt Liang staten.
I "Forårs- og efterårsperioden" var dette bypræfektur kaldet Bazi (巴子). I Qin dynastiet og det Vestlige Han dynasti blev Bazhong kendt under navnet Ba County (巴郡), hvor det under det Østlige Han Dynasti fik navneforandring til Hanchang County (漢昌縣).
100 år senere blev dette ændret tilbage til Baxi County (巴西), og siden da er bypræfekturet enten blevet kaldet Liang County (梁郡) eller Yi County (益州).

## Geografi

### Administrative enheder
Bypræfekturet Bazhong har jurisdiktion over et distrikt (区 qū) og 3 amter (县 xiàn).
| Kort              | Kort      | Kort   | Kort           | Kort                   | Kort        | Kort      |
| ----------------- | --------- | ------ | -------------- | ---------------------- | ----------- | --------- |
| Kort over Bazhong |           |        |                |                        |             |           |
| #                 | Navn      | Hanzi  | Pinyin         | Befolkning (2004 est.) | Areal (km²) | Indb./km² |
| Distrikter        |           |        |                |                        |             |           |
| 1                 | Bazhou    | 巴州区 | Bāzhōu Qū      | 1.290.000              | 2.566       | 503       |
| Fylker            |           |        |                |                        |             |           |
| 2                 | Tongjiang | 通江县 | Tōngjiāng Xiàn | 720.000                | 4.125       | 175       |
| 3                 | Nanjiang  | 南江县 | Nánjiāng Xiàn  | 630.000                | 3.383       | 186       |
| 4                 | Pingchang | 平昌县 | Píngchāng Xiàn | 960.000                | 2.227       | 431       |